# Heide (Holstein)
Heide is een gemeente in de Duitse deelstaat Sleeswijk-Holstein. Het is de Kreisstadt van de Kreis Dithmarschen. De stad telt 21.485 inwoners.

## Geografie
Heide is ongeveer het middelpunt van de Kreis Dithmarschen. Voor de omliggende plaatsen, zie onderstaande kaart.

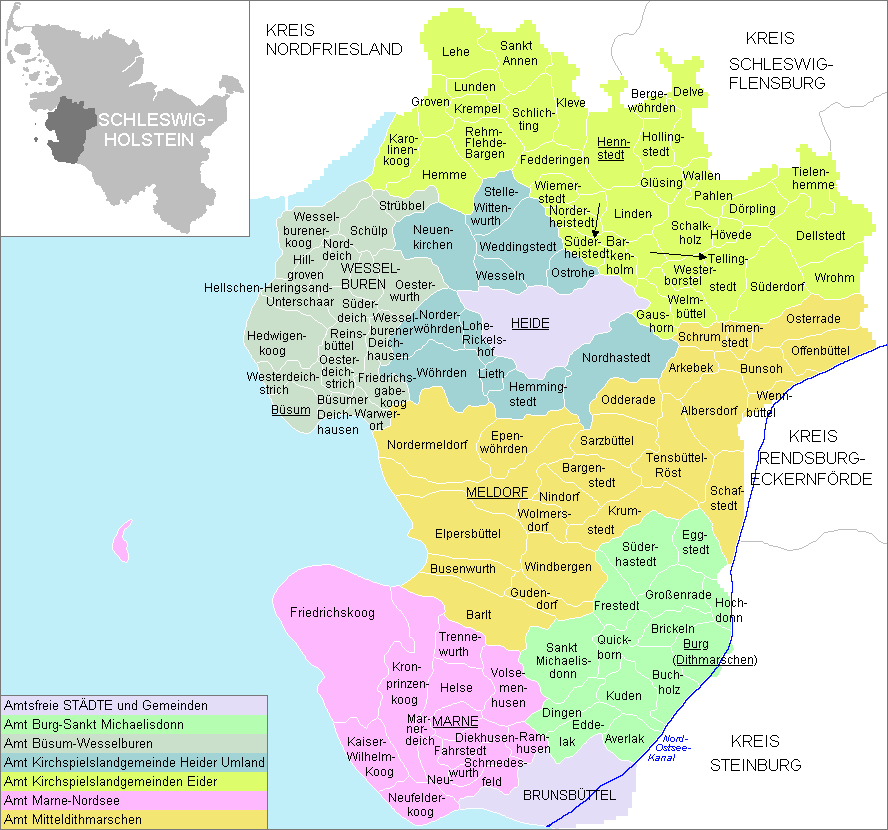
Kaart van de Kreis Dithmarschen

## Infrastructuur
- De Autobahn A23 begint te Heide en verbindt de stad met Hamburg. Op afrit 2 kruist deze weg de B 203 en op afrit 3 de B 5.
- De Bundesstraße 203 loopt van de westkust van Sleeswijk-Holstein naar de oostkust en loopt ook door Heide.
- De Bundesstraße 5 is een belangrijke noord-zuidverbinding van Denemarken richting Hamburg en de grens met Polen.
- Station Heide, officiële Duitse benaming: Bahnhof Heide (Holst), is de locatie van spoorverbindingen tussen de stad en omliggende plaatsen; zie o.a.: Spoorlijn Neumünster - Heide; Spoorlijn Heide - Büsum; Marschbahn naar Sylt. Eind 2022 is een nieuw busstation bij dit spoorwegstation in gebruik genomen; de stad heeft twee stadsbuslijnen en enkele streekbusverbindingen met dorpen in de omtrek.
- Op 12 km ten zuidwesten van het stadje bevindt zich een klein vliegveld. Deze Flugplatz Heide-Büsum ligt in de gemeente Oesterdeichstrich. Het vliegveld heeft één geasfalteerde start- en landingsbaan van 720 m lengte en 23 m breedte. De ICAO-code	luidt EDXB, de IATA-code luidt HEI. De geografische coördinaten van het veld luiden: 54° 9′ 20″ noorderbreedte en 8° 54′ 10″ oosterlengte. Het veld ligt op ongeveer  2 m  (7 ft) boven de zeespiegel. Vanaf dit vliegveld kan men met kleine lijnvliegtuigen naar het eiland Helgoland reizen.

## Economie
In 2023 zijn de te Stockholm (Zweden) gevestigde batterijen- en accufabrikant Northvolt en de regeringen van Duitsland en de deelstaat Sleeswijk-Holstein tot een akkoord gekomen, dat inhoudt, dat Northvolt bij de plaats Heide in 2024 een grote fabriek van accu's voor elektrische auto's gaat bouwen. Deze moet, als de fabriek in 2026 zal zijn gaan draaien, aan 3000 mensen werk gaan bieden.
In de stad staat een technische hogeschool, genaamd Fachhochschule Westküste, met in het studieaanbod een zwaartepunt in opleidingen economie, management en combinatiestudies economie/techniek.

## Geschiedenis

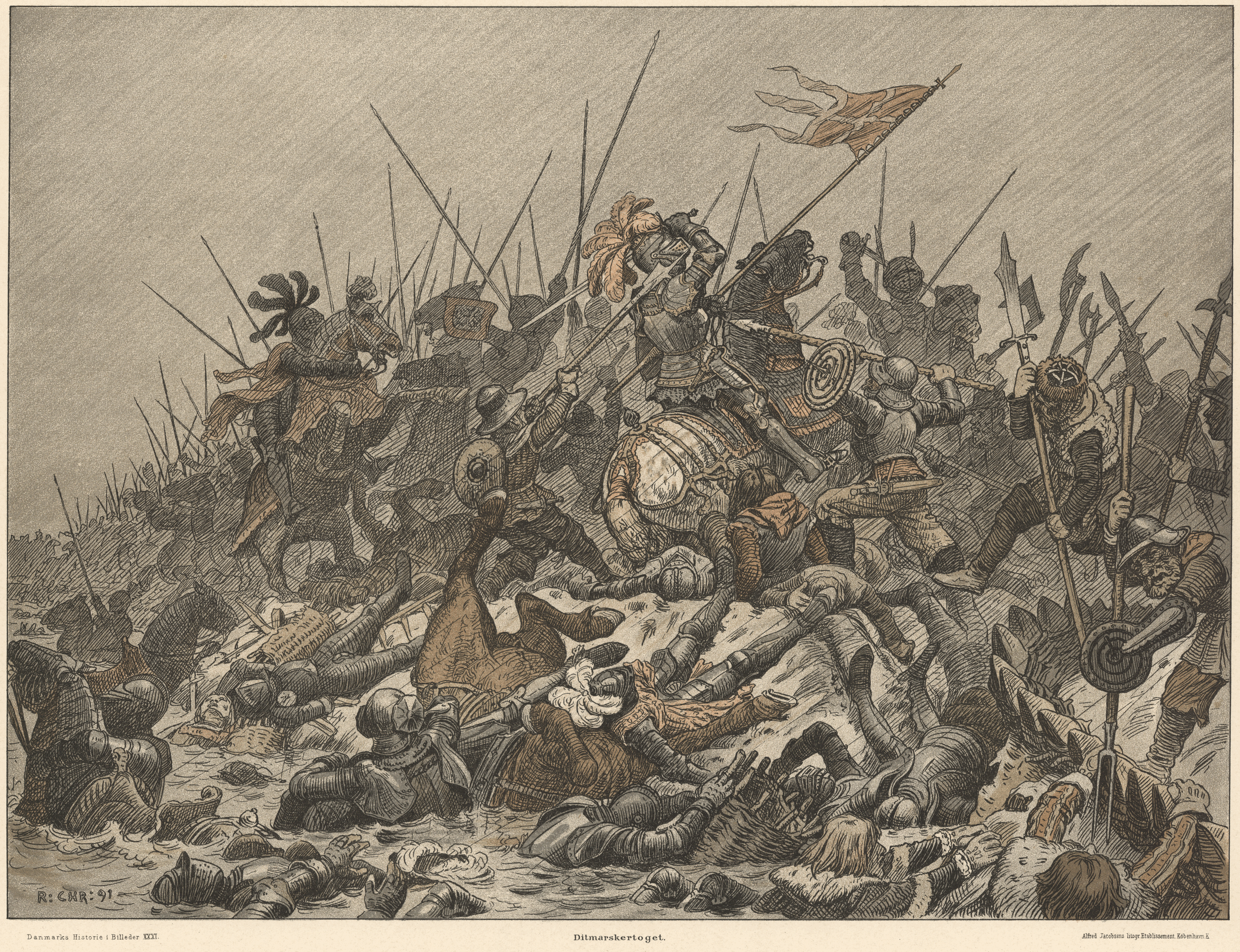
Slag bij Hemmingstedt (1500), ets door Rasmus Christiansen, 1891

Het Duitse woord Heide heeft dezelfde betekenis als het Nederlandse woord waar het gaat om heide als vorm van vegetatie. In de 15e eeuw besloten vijf omliggende plaatsen tot de bouw van een kerk "te midden van de heide". In 1447 werd reeds melding gemaakt van Heide als belangrijkste plaats in het district Dithmarschen. In 1524 stierf de reformator Hendrik van Zutphen te Heide de marteldood op de brandstapel. 
Destijds (1447-1559) was Dithmarschen een de facto bijna onafhankelijk agrarisch gebied. Het bestuur van de leenheren was niet krachtig, en een regionaal raadscollege, de Achtundvierziger, had de feitelijke macht in handen. In 1500 werd  bij Hemmingstedt, direct ten zuiden van Heide,  een Deens-Holsteins ridderleger, dat niet goed was voorbereid op een veldslag in moerassig terrein, en te weinig kennis van het terrein had, vernietigend verslagen door een Dithmarscher boerenleger. 
In de 19e eeuw groeide Heide uit tot een bescheiden stad, die in juli 1870 stadsrechten en in 1877 aansluiting op het spoorwegnet kreeg. De vader en grootvader van de beroemde componist Johannes Brahms waren uit Heide afkomstig. Tegenwoordig is het toerisme een belangrijke inkomstenbron.

## Bezienswaardigheden
- Evangelisch-lutherse St. Jürgenkerk (1560), met bezienswaardig interieur, o.a. een kansel uit de 16e eeuw en een fraai barok altaarstuk uit 1699
- Watertoren (1903; in gebruik als kantoorgebouw, met op de hoogste verdieping een zaaltje voor bruiloften)
- Museum van de geschiedenis van Dithmarschen
- Brahms-Haus: Woonhuis van de voorouders van componist Johannes Brahms; thans museum.
- Klaus-Groth-Museum, gewijd aan de literatuur in het regionale dialect

## Geboren
- Alfred  Dührssen (* 23 maart 1862 in Heide, † 11 oktober 1933 in Berlijn), vooraanstaand gynaecoloog, verbeterde de operatiemethode keizersnede
- Rudolph Dirks (1877-1968), Duits-Amerikaans strippionier
- Carl-Heinz Rodenberg, (* 19 november 1904 in Heide; † 1995), was een aan de SS verbonden nazi-arts. Hij was in het Derde Rijk betrokken bij de moorden op zieken in het kader van de Aktion T4, en werd berucht als vervolger van homoseksuelen; hij leidde vanaf 1943 een instelling met de naam Reichszentrale zur Bekämpfung der Homosexualität und Abtreibung.
- Edda Schnittgard (1971), Duits zangeres, cabaretière en schrijfster

## Galerij

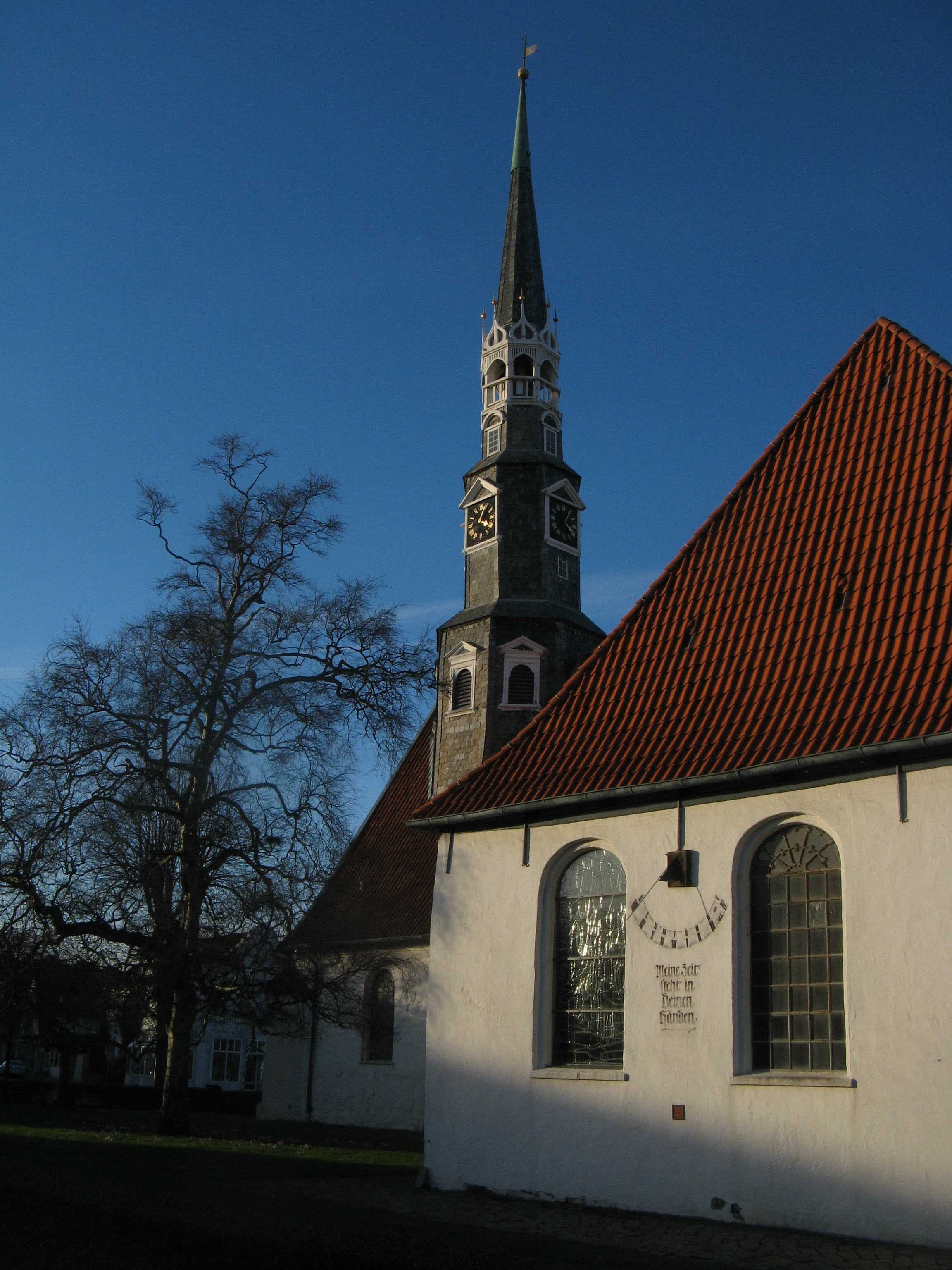
Sint Jürgenkerk
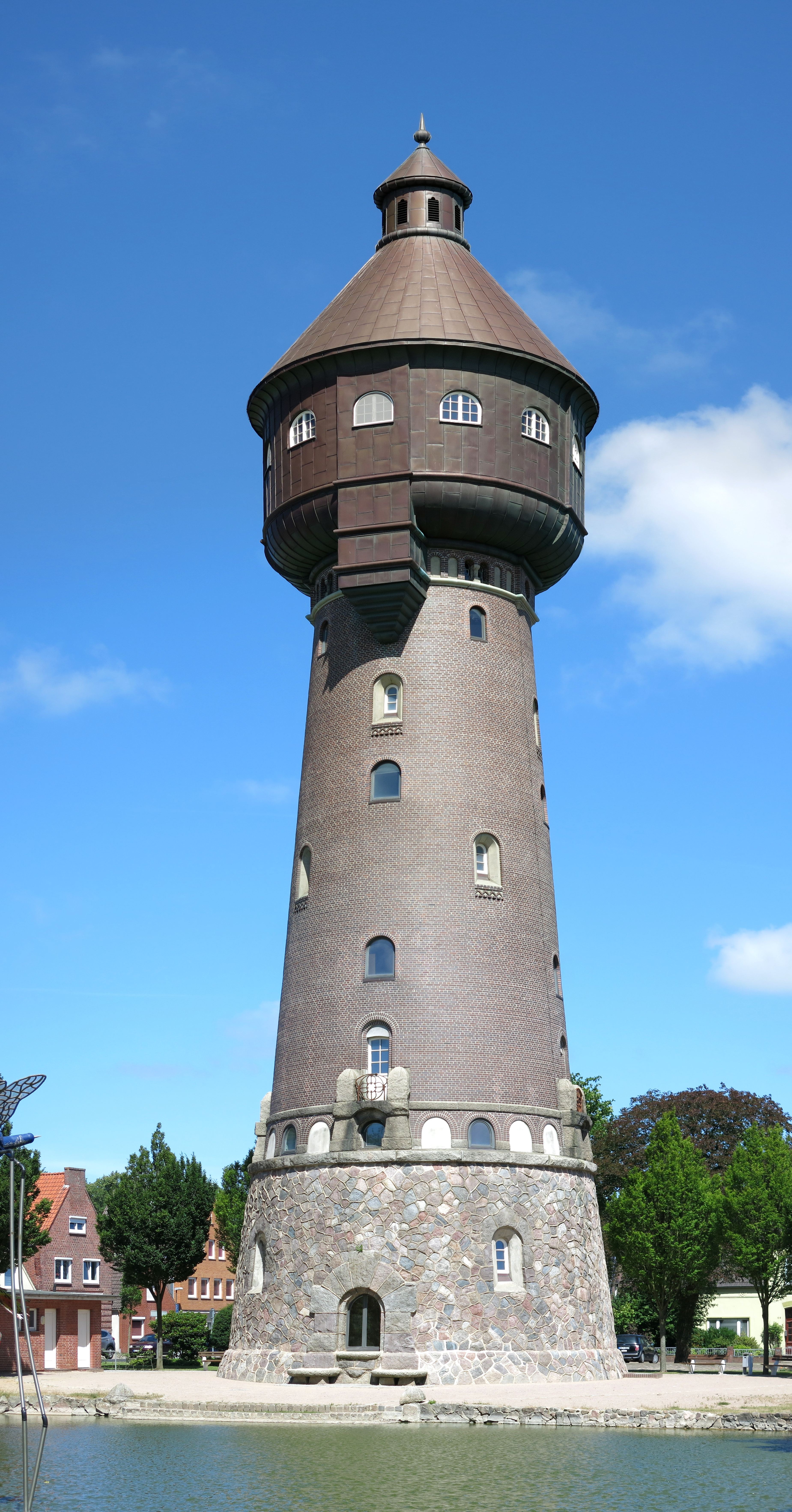
Watertoren
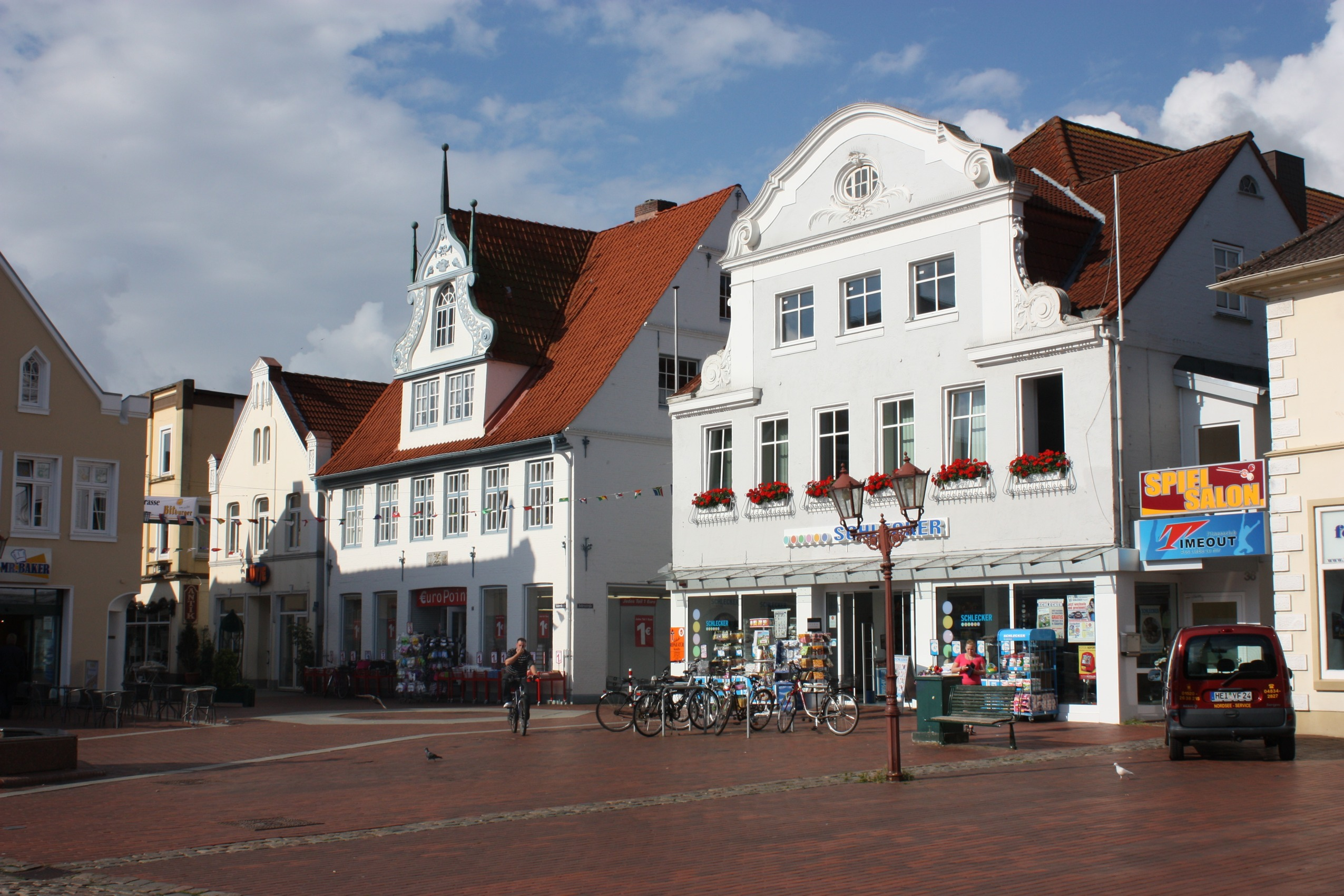
Süderstraße
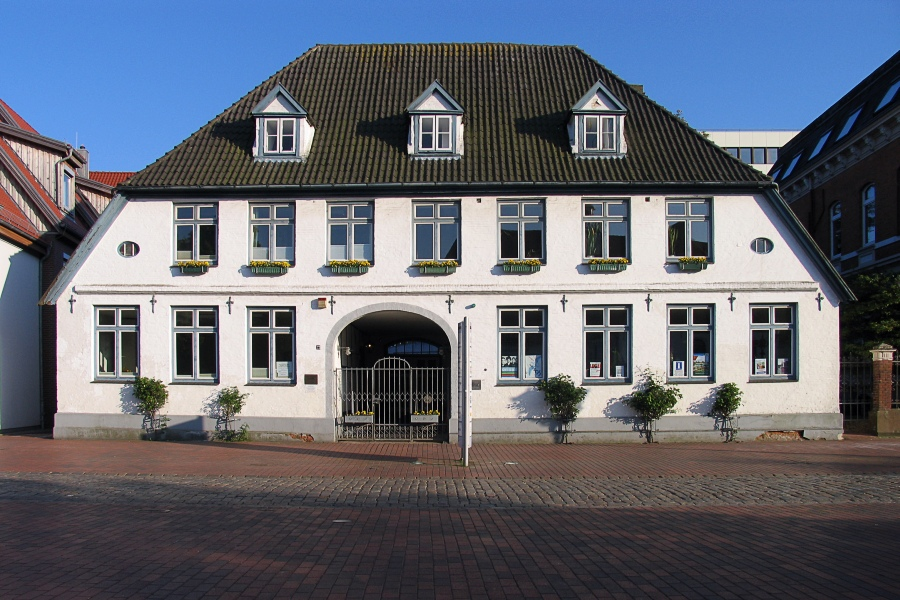
Oude Pastorie (1739)
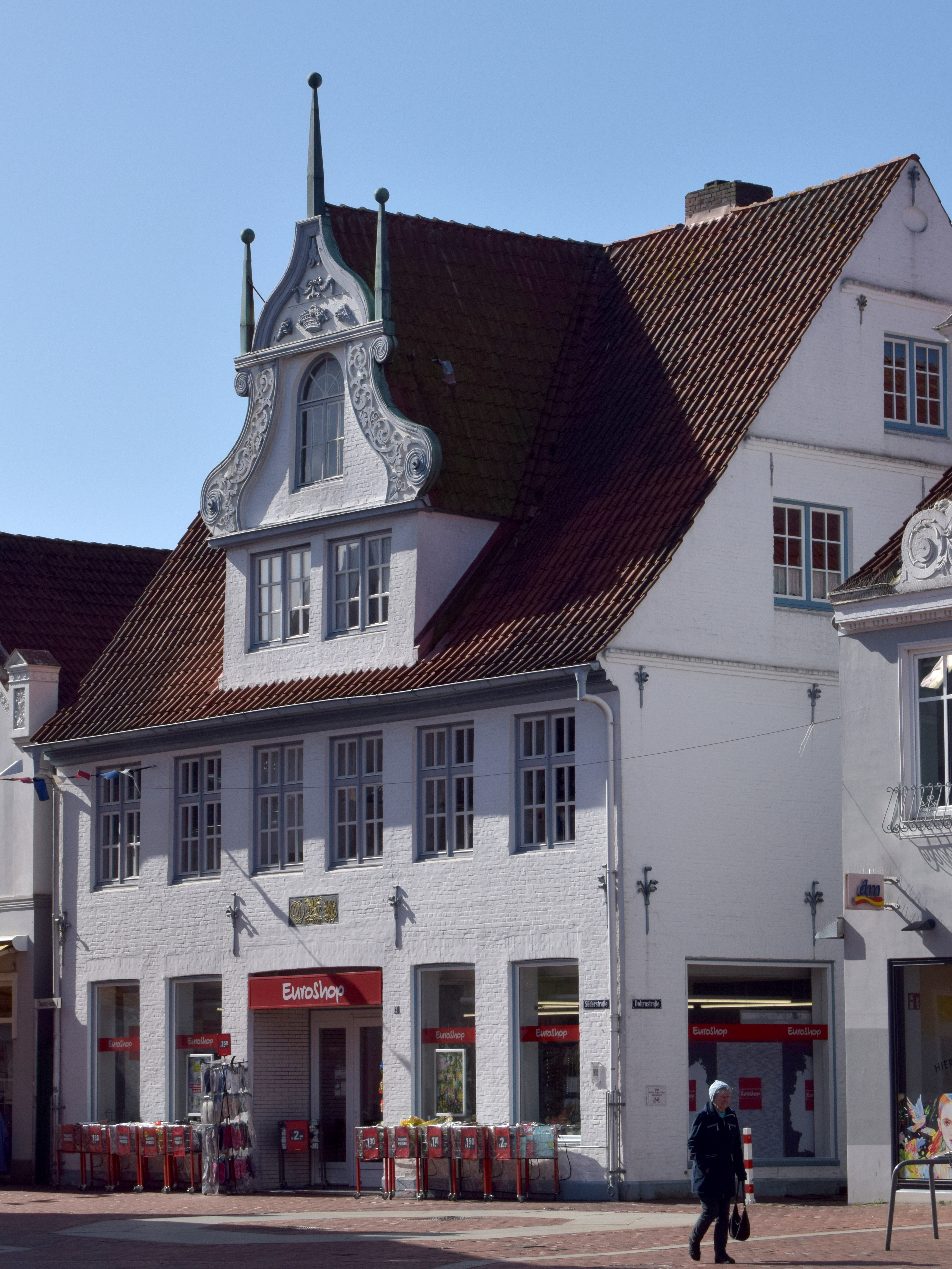
Het 18e-eeuwse Dreetörnhus (Drie-torentjes-huis) te Heide

Marktplein van Heide 360° panoramafoto

Albersdorf ·
Arkebek ·
Averlak ·
Bargenstedt ·
Barkenholm ·
Barlt ·
Bergewöhrden ·
Brickeln ·
Brunsbüttel ·
Buchholz ·
Bunsoh ·
Burg (Dithmarschen) ·
Busenwurth ·
Büsum ·
Büsumer Deichhausen ·
Dellstedt ·
Delve ·
Diekhusen-Fahrstedt ·
Dingen ·
Dörpling ·
Eddelak ·
Eggstedt ·
Elpersbüttel ·
Epenwöhrden ·
Fedderingen ·
Frestedt ·
Friedrichsgabekoog ·
Friedrichskoog ·
Gaushorn ·
Glüsing ·
Großenrade ·
Groven ·
Gudendorf ·
Hedwigenkoog ·
Heide ·
Hellschen-Heringsand-Unterschaar ·
Helse ·
Hemme ·
Hemmingstedt ·
Hennstedt ·
Hillgroven ·
Hochdonn ·
Hollingstedt ·
Hövede ·
Immenstedt ·
Kaiser-Wilhelm-Koog ·
Karolinenkoog ·
Kleve ·
Krempel ·
Kronprinzenkoog ·
Krumstedt ·
Kuden ·
Lehe ·
Lieth ·
Linden ·
Lohe-Rickelshof ·
Lunden ·
Marnerdeich ·
Marne ·
Meldorf ·
Neuenkirchen ·
Neufeld ·
Neufelderkoog ·
Nindorf ·
Norddeich ·
Norderheistedt ·
Nordermeldorf ·
Norderwöhrden ·
Nordhastedt ·
Odderade ·
Oesterdeichstrich ·
Oesterwurth ·
Offenbüttel ·
Osterrade ·
Ostrohe ·
Pahlen ·
Quickborn ·
Ramhusen ·
Rehm-Flehde-Bargen ·
Reinsbüttel ·
Sankt Annen ·
Sankt Michaelisdonn ·
Sarzbüttel ·
Schafstedt ·
Schalkholz ·
Schlichting ·
Schmedeswurth ·
Schrum ·
Schülp ·
Stelle-Wittenwurth ·
Strübbel ·
Süderdeich ·
Süderdorf ·
Süderhastedt ·
Süderheistedt ·
Tellingstedt ·
Tensbüttel-Röst ·
Tielenhemme ·
Trennewurth ·
Volsemenhusen ·
Wallen ·
Warwerort ·
Weddingstedt ·
Welmbüttel ·
Wennbüttel ·
Wesselburen ·
Wesselburener Deichhausen ·
Wesselburenerkoog ·
Wesseln ·
Westerborstel ·
Westerdeichstrich ·
Wiemerstedt ·
Windbergen ·
Wöhrden ·
Wolmersdorf ·
Wrohm